# Безпека браузера
Безпека браузера — це комплекс заходів, що спрямовані на підвищення рівня безпеки при користуванні інтернет-браузерами, а також на підвищення продуктивності роботи з браузером.
Експлойти безпеки також можуть перевагами для  вразливостей (дір у безпеці), які зазвичай використовуються в усіх браузерах (включаючи Mozilla Firefox, Google Chrome, Opera, Microsoft Internet Explorer,, Safari та інші).

## Безпека
Веббраузери можуть бути зламані одним або кількома з наступних відомих методів:
- Операційна система зламана, і зловмисне програмне забезпечення читає/змінює простір пам’яті браузера в режимі привілеїв
- Операційна система має зловмисне програмне забезпечення, що працює як фоновий процес, який читає/змінює простір пам’яті браузера в привілейованому режимі.
- Основний виконуваний файл браузера може бути зламаний
- Компоненти браузера можуть бути зламані
- Плагіни браузера можна зламати
- Мережевий зв'язок браузера може бути перехоплений поза комп'ютером[6]

## Правила безпечної роботи з браузером

### Регулярно оновлюйте браузер до останньої версії.
Зазвичай, браузери оновлюються автоматично, але з метою підвищення рівня безпеки користування, це можна робити і самостійно. Оновлення випускаються досить часто задля  виправлення помилок та підвищення швидкості завантаження сторінок. 

### Заблокуйте автоматичне завантаження файлів
Блокування автоматичного завантаження буде корисним у випадку, якщо ви перейшли за “шкідливим” посиланням, це збереже ваш комп’ютер від потрапляння вірусного файлу. 
Маючи таке блокування, файл не буде завантажений, доки ви не оберете до якої папки його потрібно зберегти, а також, зможете відмінити дію, якщо браузер буде намагатися завантажити щось самостійно. 

### Заблокуйте шкідливі скрипти
Скрипти — це шматочки JavaScript-коду, які виконують різні функції у браузері. Наприклад, перевіряють, чи заповнив відвідувач усі поля у формі та видають помилку, якщо обов'язкове поле залишилося порожнім. Зазвичай, на одній сторінці працює відразу кілька скриптів. Усі вони запускаються автоматично під час відкриття сторінки.
Не всі скрипти корисні. Деякі показують рекламу, крадуть куки чи особисті дані відвідувачів у іншому вигляді.
Зазвичай шкідливі скрипти впроваджують на сайти, які мають уразливості в коді. Наприклад, якщо на сайті можна залишати коментарі без обмежень за символами, зловмисник може вписати в нього текст скрипта, і при наступному завантаженні сторінки він запуститься. Зараз, майже на всіх популярних сайтах цю проблему вже виправили, але принцип використання вразливостей не змінився.
Для популярних браузерів є спеціальні плагіни, які виявляють шкідливі скрипти та блокують їх. На сайтах, яким ви довіряєте, плагін можна вимкнути, щоб не уповільнювати роботу браузера.

### Паролі
За замовчуванням в браузерах зазвичай включено функцію збереження паролів. Багато користувачів не звертають на це увагу, і якщо браузер пропонує зберегти пароль, машинально погоджуються.
Таким чином, браузер стає сховищем найціннішого, що може бути у активного користувача мережі: паролів до різних облікових записів. Наприклад, такий браузер, як Firefox має функцію «майстер-пароль», яка дозволяє за допомогою одного пароля зашифрувати всі інші.
Але за замовчуванням вона вимкнена, і досвід показує, що користуються нею не часто. Крім того, збережені в браузері паролі не будуть автоматично додані, наприклад, до іншого браузера, яким ви користуєтеся на тому ж пристрої.
Для зберігання паролів доцільно використовувати надійне зашифроване сховище, менеджер паролів (наприклад, KeePassXC).

### Додатково

#### Робота зіспамом
Якщо ви отримували небажані рекламні оголошення електронною поштою, можливо, ви вже знайомі зі спамом, також відомим як небажані електронні листи. Спам-повідомлення можуть захаращувати вашу поштову скриньку і ускладнювати пошук листів, які ви дійсно хочете прочитати. Найгірше, спам часто включає шахрайство та шкідливі програми, які можуть становити серйозну загрозу для вашого комп'ютера. На щастя, більшість служб електронної пошти тепер включають кілька функцій, які допоможуть вам захистити вашу електронну скриньку від спаму.

##### Спам-фільтри
Коли ми отримуємо електронного листа, більшість провайдерів електронної пошти перевіряють, чи не є дане повідомлення спамом (це може бути як небажана реклама, так і посилання на небезпечні сайти, за якими можуть стояти шахраї). 
Отже, будь-які повідомлення, що містять спам будуть автоматично відправлені у папку для спаму, щоб користувач випадково не відкрив їх при перевірці своєї електронної пошти. 
Але системи, що відповідають за блокування небажаної реклами не ідеальні і трапляються випадки, коли звичайні, а іноді досить важливі повідомлення потрапляють до папки зі спамом. Потрібно регулярно перевіряти цю папку, щоб впевнитися, що потрібна нам інформація не залишилася там.